# Beachsoccer-Südamerikameisterschaft
Die Beachsoccer-Südamerikameisterschaft (span.: Sudamericano de Fútbol Playa bzw. Eliminatorias CONMEBOL al Mundial de la FIFA de Fútbol Playa) war die kontinentale Beachsoccermeisterschaft Südamerikas. Der Wettbewerb wurde von 2006 bis 2021  südamerikanischen Fußballverband CONMEBOL organisiert. Die Meisterschaft fand zuletzt im Zwei-Jahres-Rhythmus statt und diente gleichzeitig als Qualifikationsturnier für die Beachsoccer-Weltmeisterschaft. 2005 und 2007 fanden Turniere gemeinsam mit dem nord- und mittelamerikanischen Fußballverband CONCACAF statt. Das Turnier wurde 2022 durch die seit 2016 ausgetragene Copa América (Beachsoccer) (span.: Copa América de Fútbol Playa) ersetzt.

## Die Turniere im Überblick
| 2005 1 Details | Rio de Janeiro (Brasilien)   | Brasilien   | 5:2  | Uruguay     | USA         | 4:2                 | Argentinien |
| 2006 Details   | Macaé (Brasilien)            | Brasilien   | 9:2  | Uruguay     | Argentinien | 2:0                 | Venezuela   |
| 2007 1 Details | Acapulco (Mexiko)            | USA         | 4:3  | Uruguay     | Argentinien | 6:5                 | Mexiko      |
| 2008 Details   | Buenos Aires (Argentinien)   | Brasilien   | 6:1  | Argentinien | Uruguay     | 5:1                 | Venezuela   |
| 2009 Details   | Montevideo (Uruguay)         | Brasilien   | 10:1 | Uruguay     | Argentinien | 9:8                 | Ecuador     |
| 2011 Details   | Rio de Janeiro (Brasilien)   | Brasilien   | 6:2  | Argentinien | Venezuela   | 5:2                 | Kolumbien   |
| 2013 Details   | Villa de Merlo (Argentinien) | Argentinien | 6:2  | Paraguay    | Brasilien   | 11:5                | Ecuador     |
| 2015 Details   | Manta (Ecuador)              | Brasilien   | 8:3  | Paraguay    | Argentinien | 4:4 n. V. 1:0 i. E. | Ecuador     |
| 2017 Details   | Asunción (Paraguay)          | Brasilien   | 7:5  | Paraguay    | Ecuador     | 4:4 n. V. 1:0 i. E. | Argentinien |
| 2019 Details   | Rio de Janeiro (Brasilien)   | Brasilien   | 10:1 | Uruguay     | Paraguay    | 6:5                 | Argentinien |
| 2021 Details   | Rio de Janeiro (Brasilien)   | Brasilien   | 3:1  | Uruguay     | Paraguay    | 4:2                 | Kolumbien   |

### Rangliste
| Rang | Land        | Titel | Jahr(e)                                        | 2. Platz | 3. Platz | 4. Platz |
| ---- | ----------- | ----- | ---------------------------------------------- | -------- | -------- | -------- |
| 1    | Brasilien   | 8     | 2006, 2008, 2009, 2011, 2015, 2017, 2019, 2021 |          | 1        |          |
| 2    | Argentinien | 1     | 2013                                           | 2        | 3        | 2        |
| 3    | Paraguay    |       |                                                | 3        | 2        |          |
| 4    | Uruguay     |       |                                                | 4        | 1        |          |
| 5    | Venezuela   |       |                                                |          | 1        | 2        |
| 6    | Ecuador     |       |                                                |          | 1        | 3        |
| 7    | Kolumbien   |       |                                                |          |          | 2        |